# ميدان الشهداء (حلوان)
ميدان الشهداء أو ميدان عمر بن عبد العزيز (بالإنجليزية: Al Shohada Square)‏ كما يُعرف بين العامة، هو ميدان كبير يقع في قلب حلوان التابعة لمحافظة القاهرة بمصر، إنشاء في عهد الخديوي توفيق عام 1891م، والميدان هو أكبر ميادين حلوان، ويقع بالمنطقة الجنوبية لمحافظة القاهرة، انطلقت منه ثورة 25 يناير وثورة 30 يونيو.

## معالم
يتوسط الميدان قلب مدينة حلوان التاريخية في شرق الميدان يقع فندق جراند هوتيل القديم (مدرسة الثانوية للبنات حالياً) يعود تاريخه الي عام 1887م عندما أنشأ لخدمة السياحية العلاجية في قلب المدينة، في الجنوب حمامات حلوان الكبريتية ترجع الي عصر الخديوي توفيق وكانت سبباً لاكتشاف المدينة، وفي الشمال شركة مياة الشرب بالقاهرة الكبري ومقر إطفاء للحريق يعود لعصر الملك فاروق .

## تسمية
ظل الميدان باسم ميدان الخديوي توفيق الي ان جاءت ثورة 23 يوليو وأصبح ميدان عمر بن عبد العزيز إلي أن تغير بعد ثورة يناير إلي ميدان الشهداء نسبة إلي شهداء ثورة 25 يناير

## أنظر أيضًا
- الحديقة اليابانية (حلوان) .
- حلوان .
- كابريتاج حلوان .
- الخديوي توفيق .
- حديقة القصر .

## وصلات خارجية
- فيديو وثائقي من الجو لميدان الشهداء على يوتيوب